# مانوئل ریکاردی
مانوئل ریکاردی (انگلیسی: Manuel Ricciardi؛ زادهٔ ۱۷ آوریل ۲۰۰۰) بازیکن فوتبال اهل ایتالیا است.